# حسن عبد الرحيم السيد
حسن عبد الرحيم يوسف البوهاشم  (مواليد 1969) قاض قطري في محكمة قطر الدولية ومركز حل النزاعات.
يشغل منصب مدير معهد البحوث المسحية في جامعة قطر، وأستاذ القانون الدستوري والإداري بكلية القانون في نفس الجامعة، وهو قاضي بمحكمة مركز قطر للمال منذ عام 2010 م وحتى الآن، وحاصل على درجة البكالوريوس في الحقوق من كلية الحقوق - جامعة الكويت عام 1993 م، وعلى درجة الماجستير في القانون العام من كلية الدراسات العليا الأردنية - الجامعة الأردنية عام 1997 ونال درجة الدكتوراه في القانون من جامعة إيست أنجليا بمدينة نورويتش - المملكة المتحدة عام 2003 م بعنوان : «نحو تحرير مشتريات الحكومة في دول مجلس التعاون الخليجي».
وتولى عدة مناصب منها:
- عميد كلية القانون - جامعة قطر من 2007 إلى 2010
- ونائب رئيس جمعية المحامين القطرية في 2010
- وعميد الشؤون الأكاديمية بكلية الشرطة، وأستاذ زائر لعدة جامعات أمريكية
- عضو لجنة قبول المحامين

درس مقررات القانون الدستوري، والقانون الإداري، والقضاء الإداري، وهو عضو في العديد من اللجان ذات الصلة بالقانون على مستوى دولة قطر، وقدم الكثير من الدورات وورش العمل على النطاق المحلي والدولي، وتحكيم البحوث العلمية والرسائل الجامعية، ومن مؤلفاته كتاب وقفات دستورية، وكتاب مجموعة الوثائق الدستورية لدولة قطر، وكتاب التنظيم القانوني لمهنة المحاماة في دولة قطر، وكتاب المدخل لدراسة القانون الدستوري القطري، أما الأبحاث فكانت في : هل يملك مجلس الشورى القطري المرتقب سلطة التشريع، والصفة الدستورية لأحكام الجنسية القطرية وأثره على قانون الجنسية الجديد، والقواعد المنظمة لوراثة الحكم في دول مجلس التعاون الخليجي، والشفافية في إجراءات التعاقد الحكومي، وموعد سريان الحظر الزمني بشأن الأحكام الدستورية المؤجلة في دولة قطر، ورشدة أنظمة ولاية العهد في الدول الخليج العربي، وقانون جاستا، وأثر تشكيل المحكمة الدستورية على استقلال القضاء.  حصل حسن على جائزة الأستاذ المتميز من كلية القانون - جامعة قطر في عام 2011، وعلى جائزة الدولة التشجيعية في مجال القانون عام 2011 م.